# Joseph-Nicolas Delisle
Joseph-Nicolas Delisle, född 4 april 1688, död 11 september 1768, fransk astronom och geograf; bror till Guillaume Delisle.
Delisle blev medlem av franska vetenskapsakademin 1714 och var direktör för Sankt Petersburgs observatorium 1725-47. Han var mest känd för en av honom angiven, från Halleys avvikande metod för solparallaxens bestämning vid Venuspassager. Enligt Delisles metod var det möjligt att bestämma solparallaxen genom observation av endast en fas av fenomenet, till exempel planetens inträde eller utträde, på två geografiskt kända punkter.
Delisle invaldes 1749 som utländsk ledamot nummer 12 av Kungliga Vetenskapsakademien.

## Eftermäle
Berget Mons Delisle och nedslagskratern Delisle på månen och asteroiden 12742 Delisle har fått sina namn efter honom.